# Маркіна-Шемейн
Маркіна-Шемейн, Маркіна-Хемейн (баск. Markina-Xemein (офіційна назва), ісп. Marquina-Jeméin) — муніципалітет в Іспанії, у складі автономної спільноти Країна Басків, у провінції Біская. Населення — 4947 осіб (2009).
Муніципалітет розташований на відстані близько 330 км на північ від Мадрида, 34 км на схід від Більбао.
На території муніципалітету розташовані такі населені пункти: (дані про населення за 2009 рік)
- Ларрускайн-Амальйоа: 125 осіб
- Барінага: 125 осіб
- Ілунцар: 80 осіб
- Ітуррета: 76 осіб
- Маркіна-Шемейн: 4373 особи
- Меабе: 61 особа
- Убілья-Урберуага: 107 осіб

## Демографія
Динаміка населення (INE ):

## Галерея зображень

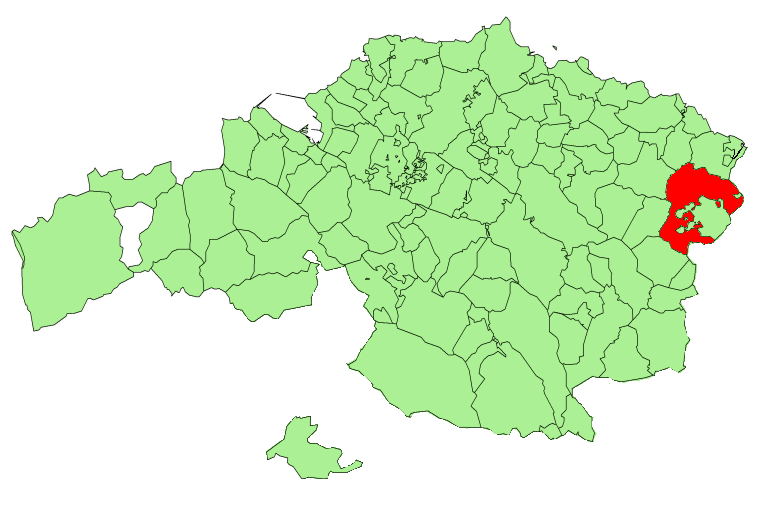
Розташування муніципалітету
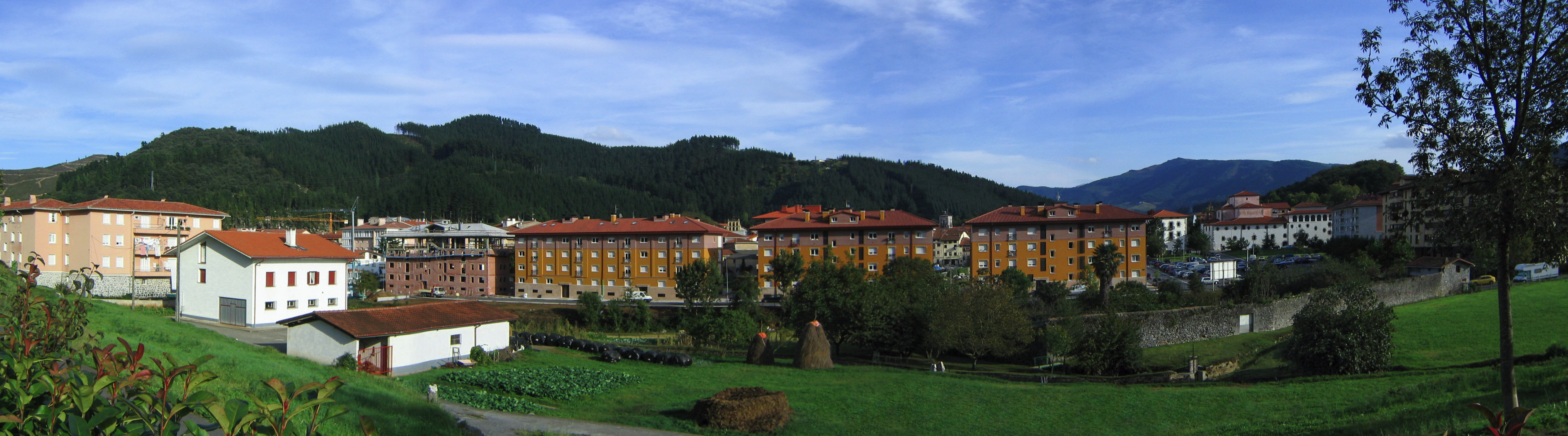
Маркіна
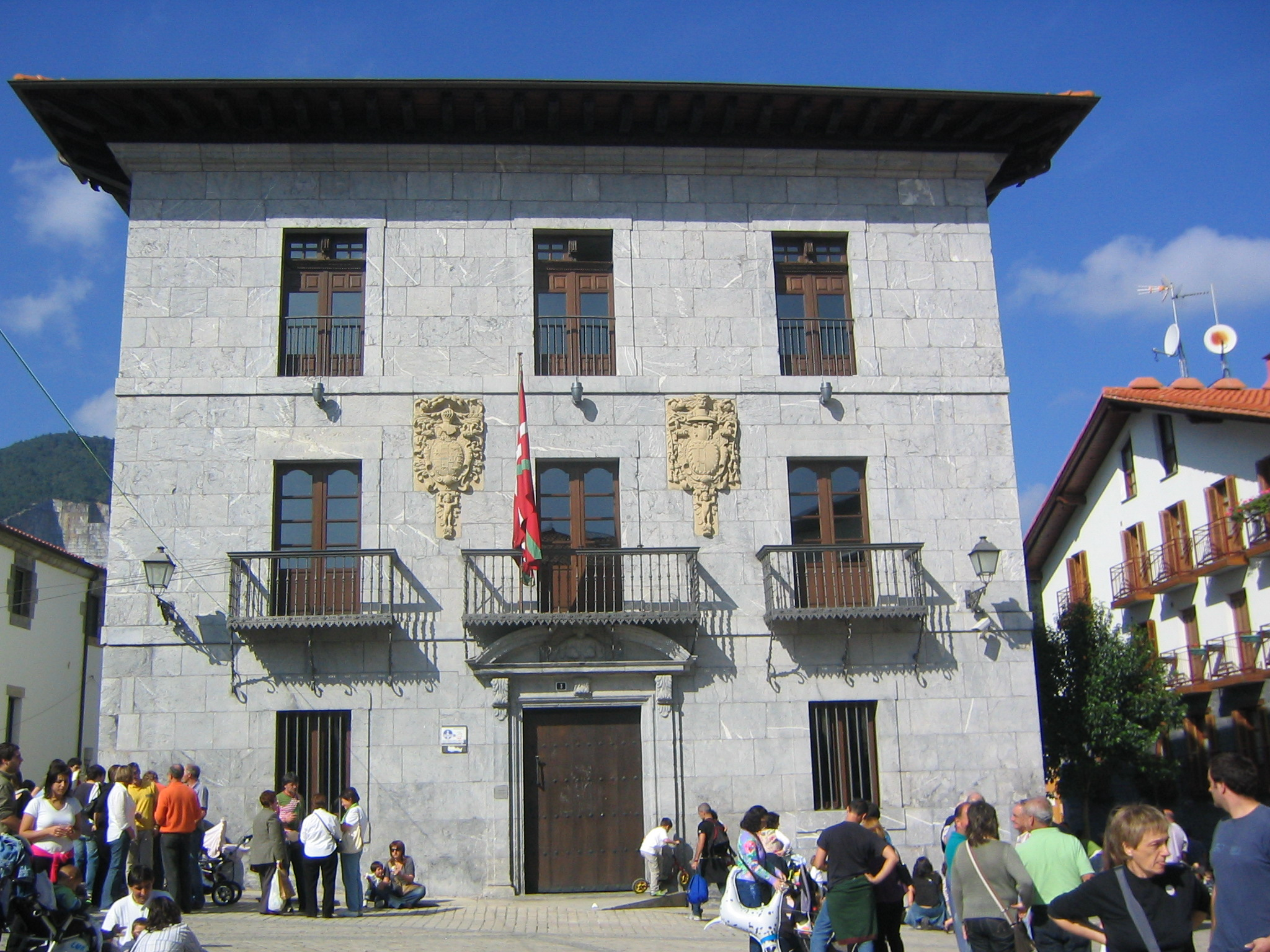
Муніципальна рада